# Eucharitidae
Famille
Les Eucharitidae sont une famille d'insectes entomophages parasitoïdes exclusifs de fourmis. Cette famille d'hyménoptères relève de la super-famille des Chalcidoidea.

## Morphologie
Ce sont des insectes d'une taille de 2 à 5,4 mm.
- Prepectus plat et fusionné au pronotum,
- Pronotum petit et caché par la tête en vue dorsale
- Abdomen relativement petit, relié à un très long pétiole,
- Aile antérieure avec une nervure marginale modérément longue  nervures stigmale et postmarginale très courtes.

## Taxonomie
Les Eucharitidae se répartissent en 3 sous-familles, 48 genres pour 389 espèces décrites.
Les sous-familles sont : 
- Akapalinae Boucek, 1988  (1 genre, 2 espèces)
- Eucharitinae Walker, 1846  (43 genres, 318 espèces)
- Oraseminae Burks, 1979  (4 genres, 69 espèces)

### Liste des genres
Cette liste est établie d'après Noyes, 2001. Heraty (2003) a modifié cette taxonomie, non reprise dans cette liste.
| - Sous-famille Akapalinae Boucek 1988 - Akapala Girault 1934 - Sous-famille Oraseminae Burks 1979 - Indosema Husain & Agarwal 1983 - Orasema Cameron 1884 - Orasemorpha Boucek 1988 - Timioderus Waterston 1916 - Sous-famille Eucharitinae Walker 1846 - Ancylotropus Cameron 1909 - Anorasema Boucek 1988 - Austeucharis Boucek 1988 - Chalcura Kirby 1886 (31 espèces) - Cherianella Narendran 1994 - Dicoelothorax Ashmead 1899 - Dilocantha Shipp 1894 - Eucharis Latreille 1804 (41 espèces) | - - Eucharisca Westwood 1868 - Galearia Brullé 1846 - Gollumiella Hedqvist 1978 - Holcokapala Cameron 1913 - Hydrorhoa Kieffer 1905 - Isomerala Shipp 1894 - Kapala Cameron 1884 (18 espèces) - Lasiokapala Ashmead 1899 - Lirata Cameron 1884 - Liratella Girault 1913 - Lophyrocera Cameron 1884 - Mateucharis Boucek & Watsham 1982 - Neolosbanus Heraty 1994 (16 espèces) - Obeza Heraty 1985 - Parakapala Gemignani 1937 - Parapsilogastrus Ghesquière 1946 - Propsilogaster Girault 1940 - Pseudochalcura Ashmead 1904 (13 espèces) | - - Pseudokapala Gemignani 1947 - Pseudometagea Ashmead 1899 - Psilocharis Heraty 1994 - Psilogasteroides Brèthes 1910 - Psilogastrellus Ghesquière 1946 - Rhipipalloidea Girault 1934 - Saccharissa Kirby 1886 - Schizaspidia Westwood 1835 (39 espèces) - Stibulaspis Cameron 1907 - Stilbula Spinola 1811 (31 espèces) - Stilbuloida Boucek 1988 - Striostilbula Boucek 1988 - Substilbula Boucek 1988 - Tetramelia Kirby 1886 - Thoracantha Latreille 1825 - Thoracanthoides Girault 1928 - Tricoryna Kirby 1886 |

## Biologie
Ce sont tous des parasitoïdes des stades préimaginaux de fourmis.
- Eucharis adscendens sous sa forme adulte, émerge en abondance en été des nids de Formica rufa, la fourmi rousse des bois qu'elle parasite.